# 세상이 이래도 난 끄떡없어
세상이 이래도 난 끄떡없어(이탈리아어: Questo mondo non mi renderà cattivo)는 이탈리아의 코미디 웹 애니메이션으로, 넷플릭스에서 방영된다.